# Csugujevkai katonai repülőtér
A Csugujevkai katonai repülőtér (más néven Szandagou, Szokolovka vagy Buliga-Fagyejevo) bezárt légibázis Oroszország Tengermelléki határterületén. Vlagyivosztoktól mintegy 200 km-re északkeletre található egy völgyben. Közelebbi települések: Csugujevka (a reptértől 10 km-re északra), illetve a kettejük között Szokolovka, és Arszenyjev (a reptértől 50 km-re nyugatra).
Fő funkciója az amerikai SR–71-es gépek Vlagyivosztok körüli repülésének zavarása volt. Ezt a feladatot az 1951-ben létrehozott 530. vadászrepülő ezred látta el, amely kezdetben MiG–15-ös vadászrepülőgépekkel volt felszerelve.
Az 1960-as években az egység MiG–17-es gépekből állt, de amikor az SR–71 repülések kezdtek egyre nagyobb problémát okozni az 1970-es években, 36 darab MiG–25P gépet vezényeltek ide. A 90-es években ezeket lecserélték MiG–31-esekre.
A repülőtér 1976 szeptemberében vált ismertté, amikor Viktor Belenko pilóta egy MiG–25-ös repülőgéppel innen elindulva megszökött és engedély nélkül a japán Hakodate polgári repülőtéren szállt le. Az incidens a Szovjetunió számára komoly biztonsági kockázatot jelentett. Belenko az akkori legkorszerűbb szovjet vadászrepülőgépet adta át a japán hatóságoknak, a repülőgép kézikönyvével együtt. A japánok a gép átvizsgálása után szétszedve visszajuttatták azt a Szovjetunióba. Az amerikaiak számára csak a gép radarjának és hajtóművének vizsgálatát engedélyezték a földi hangárakban.
2008-ban a Google Earth nagy felbontású képein a repülőtéren 18 darab MiG–25 és MiG–31 volt látható (ismeretlen számú pedig hangárokban van).
Az 530. vadászrepülő ezredet a 2008-ban bejelentett orosz haderőreform során 2009. december 1-jén feloszlatták, az ott szolgált repülőgépeket a vlagyivosztoki 22. vadászrepülő gárdaezred kapta meg. A repülőtér azóta használaton kívül van.

## Fordítás
- Ez a szócikk részben vagy egészben  a   Chuguyevka című angol Wikipédia-szócikk fordításán alapul.  Az eredeti cikk szerkesztőit annak laptörténete sorolja fel. Ez a jelzés csupán a megfogalmazás eredetét és a szerzői jogokat jelzi, nem szolgál a cikkben szereplő információk forrásmegjelöléseként.